# Ophiactis brasiliensis
Ophiactis brasiliensis är en ormstjärneart som beskrevs av Manso 1988. Ophiactis brasiliensis ingår i släktet Ophiactis och familjen bandormstjärnor. Inga underarter finns listade i Catalogue of Life.